# Bisdom Jalpaiguri
Het bisdom Jalpaiguri (Latijn: Dioecesis Ialpaiguriensis) is een rooms-katholiek bisdom met als zetel Jalpaiguri, in India. Het bisdom is suffragaan aan het aartsbisdom Calcutta. 

## Geschiedenis
Het bisdom werd opgericht op 17 januari 1952, uit delen van het bisdom Dinajpur. 

## Parochies
Het bisdom had in 2021 een oppervlakte van 9.632 km2 en telde 6.973.750 inwoners waarvan 2,1% rooms-katholiek was.

## Bisschoppen
- Amerigo Galbiati (20 maart 1952 - 22 maart 1967)
- Francis Ekka (29 november 1967 - 24 april 1971)
- James Anthony Toppo (24 april 1971 - 4 mei 2004)
- Clement Tirkey (31 januari 2006 - heden)

Calcutta (aartsbisdom) · Asansol · Bagdogra · Baruipur · Darjeeling · Jalpaiguri · Krishnagar · Raiganj